# Каратєль
Всеукраїнська книга скарг «Кара́тєль» — проєкт громадської організації «Фундація.101», заснований правозахисником та громадським діячем Богдановичем Андрієм, за допомогою якого користувач може в кілька дотиків на смартфоні поскаржитися на майже всі правопорушення, як-то паркування в заборонених місцях, продаж простроченого товару, вимагання хабара, ями на дорозі, хамство, куріння в закладах харчування, порушення благоустрою.

## Старт проєкту
Проєкт було презентовано в Українському кризовому медіа-центрі о 12 годині 20 квітня 2017 року та вже ввечері цього дня він налічував 2 тисячі користувачів, а наступного дня їх було вже 4000. Станом на 2 травня в системі було зареєстровано 6000 користувачів[неавторитетне джерело], а станом на 1 липня — 12 тисяч.

## Мета проєкту
Надати можливість легко притягати до відповідальності винних у порушенні прав громадян.

## Механізм роботи
За допомогою мобільного додатку «Каратєль» кожен може сфотографувати або зняти відео майже будь-якого порушення прав та відправити цю інформацію команді професійних юристів ГО «Фундація.101».
Юристи опрацьовують заявку та надсилають звернення до відповідного органу державної влади або приватної структури, які зобов'язані це порушення усунути. Після отримання відповіді користувач зможе переглянути її у додатку на своєму смартфоні та оцінити роботу організації, яка надала відповідь.
Для роботи з додатком необхідно зареєструватися та вказати максимально точно свої персональні дані. Це необхідно для того, аби юристи розуміли, що користувач є реальною людиною та надана інформація відповідає дійсності.
Особисті дані доступні лише обмеженому колу співробітників ГО «Фундація.101» та не фігурують у зверненнях до органів влади чи приватних структур.
7 грудня 2017 року мобільний додаток оновився до версії 2.0; в застосунок був доданий новий розділ — «Книга скарг», через який можна відправити скаргу безпосередньо в організацію, яка підключилася до системи, оминаючи юриста ГО «Фундація.101». Першими організаціями, які підключилися до системи стали комунальні підприємства «Київпастранс» та «Житомиртранспорт».

## Спонсори та донори
Проєкт було запущено за фінансової підтримки People's Project (Народний проєкт).
З лютого 2018 року проєкт почав активно залучати спонсорів для фінансування своєї діяльності. Так, у перший місяць до співфінансування долучилося більше 60 користувачів мобільного додатку та прихильників проєкту. Подати заявку на спонсорство пропонується за посиланням: karatel.ua/sponsor/. Також, за бажанням самого спонсора, інформація про нього публікується на офіційному сайті проєкту.